# Lazybones (1935)
Lazybones is een Britse dramafilm uit 1935 onder regie van Michael Powell.

## Verhaal
Reginald Ford is een luie edelman. Hij leidt een luizenleven, totdat zijn vader hem op droog zaad zet. Hij maakt kennis met de dochter van een rijke Amerikaan. Pas als ze getrouwd zijn, komt hij erachter dat ook zij onterfd is.

## Rolverdeling
| Acteur            | Personage          |
| ----------------- | ------------------ |
| Ian Hunter        | Reginald Ford      |
| Claire Luce       | Kitty McCarthy     |
| Bernard Nedell    | Mike McCarthy      |
| Denys Blakelock   | Hugh Ford          |
| Mary Gaskell      | Marjory Ford       |
| Michael Shepley   | Hildebrand Pope    |
| Pamela Carne      | Lottie Pope        |
| Bobbie Comber     | Kemp               |
| Fred Withers      | Richards           |
| Sara Allgood      | Bridget            |
| Frank Morgan      | Tom                |
| Fewlass Llewellyn | Lord Brockley      |
| Harold Warrender  | Lord Melton        |
| Paul Blake        | Burggraaf Woodland |
| Miles Malleson    | Pessimist          |